# Информационная инфраструктура
Информационная инфраструктура — система организационных структур, подсистем, обеспечивающих функционирование и развитие информационного пространства страны и средств информационного взаимодействия.
Включает в себя:
- совокупность информационных центров, подсистем, банков данных и знаний, систем связи, центров управления, аппаратно-программных средств и технологий обеспечения сбора, хранения, обработки и передачи информации[1].

Обеспечивает доступ потребителей к информационным ресурсам.

## Глобальная информационная инфраструктура
Это информационное образование, которое начало формироваться в 1995 году группой развитых стран. Глобальная информационная инфраструктура разрабатывается как общемировая информационная сеть массового обслуживания населения планеты на основе интеграции глобальных и региональных информационно-телекоммуникационных систем, а также систем цифрового телевидения и радиовещания, спутниковых систем и подвижной связи.

## Информационная инфраструктура в России
Президент Российской Федерации посредством документа «Основы политики Российской Федерации в области развития науки и технологий на период до 2010 года и дальнейшую перспективу» обозначил задачу перехода страны на инновационный путь развития. Но для этого нашей стране необходима информационная инфраструктура, которая на данный момент активно развивается, а потому привлекает к себе огромное внимание. В России ещё не сложилась информационная инфраструктура, которая обеспечила бы информационное сопровождение инновационного цикла от возникновения идеи до её внедрения в жизнь.

## Примеры информационной инфраструктуры
В качестве примеров информационной инфраструктуры можно привести такие общеизвестные сферы нашей жизни как:
- Интернет
- Дистанционное образование
- Сетевые СМИ
- Реклама, пиар

Вышеуказанные примеры являются общими для всех стран. В то же время есть примеры-результаты работы конкретных организаций:
- Science Citation Index от фирмы Institute for Scientific Information.

Science Citation Index — это индекс цитирования, введенный в 1961 году и охвативший на тот момент информацию порядка 600 журналов. Сегодня данный индекс является одним из крупнейших и охватывает более 16 000 источников информации.
- STN от фирмы Thomson Scientific.

STN (Scientific and Technical Network) — европейская база данных, содержащая более 10 млн документов по самым разным наукам: физика, биофизика, химия, технологии, медицина и др. База является одной из самых крупных в мире.
- Scopus от фирмы Elsevier.

Scopus — это библиографическая и реферативная база данных, отслеживающая публикации более 18 000 источников, выпускаемых более, чем 5 000 издательствами. База учитывает как технические, так и гуманитарные и медицинские науки. Разработчик проекта — компания Elsevier.
В России большой вклад в развитие информационной инфраструктуры вносят компании из сферы телекоммуникационного бизнеса. Например, оператор связи «МегаФон» инвестирует в развитие сети Центров обработки данных. Этот же оператор приобрел одного из крупнейших операторов фиксированной связи, что позволит создать единую магистральную сеть протяженностью более 100 тыс. км. вместе с обширной спутниковой инфраструктурой.

## Формирование информационной инфраструктуры
В зарубежном пути создания информационной инфраструктуры (далее: ИИ) можно выделить два этапа:
1. Создание ИИ на основе внутренних стандартов,
2. Модернизация ИИ с использованием уже международных стандартов и перевод ИИ из разряда внутренней в разряд международной ИИ как одной из ячеек глобальной ИИ.

Однако опыт показал, что этот путь заключает в себе несколько проблем, которые встают по мере формирования информационной инфраструктуры страны:
- Несовместимость большинства информационных систем, созданных различными компаниями, так как они создавались каждая по своему стандарту.
- Длительный переход информационных систем на государственный уровень, их приведение в соответствие единым государственным стандартам
- Несовместимость государственных стандартов между собой. Это создало проблемы при объединении информационных инфраструктур различных стран. Потребовались огромные финансовые вложения и длительное время на их унификацию. Результатом стало появление международных стандартов ИСО (ISO).

Основой всех проблем явился индивидуальный подход к формированию информационной инфраструктуры, который впоследствии заменялся всё более общими методами. Причиной этому было отсутствие опыта в создании подобной инфраструктуры, различия во взглядах на её функциональность и конкуренция вместо совместного подхода.
В России ещё не сложилась, но активно развивается информационная инфраструктура. Есть реальная возможность учесть опыт зарубежных стран и сократить как финансовые, так и временные затраты на её формирование. Уже внедряется система стандартизации ISO.

## Взаимодействия информационной инфраструктуры и потребителей
В социально-политическом проекте «Актуальные проблемы безопасности социума» взаимодействие информационной инфраструктуры и пользователей (потребителей: человека, отдельных групп людей и общества в целом) рассматривают в виде иерархии отдельных слоев:
- Слой 1. Пользовательский (потребительский) слой — слой потребителей информационного ресурса с правилами их взаимодействия с информационной структурой.
- Слой 2. Функциональный слой с совокупностью услуг, предоставляемых пользователям (потребителям) различными поставщиками информации.
- Слой 3. Информационный слой, в котором непосредственно содержится информационный ресурс.
- Слой 4. Коммуникационный слой, рассматриваемый как единая информационная магистраль (информационная сеть).